# Exechiopsis seducta
Exechiopsis seducta är en tvåvingeart som först beskrevs av Eberhard Plassmann 1976.  Exechiopsis seducta ingår i släktet Exechiopsis, och familjen svampmyggor. Arten är reproducerande i Sverige.